# Wyoming Correctional Facility
Die Wyoming Correctional Facility ist ein Gefängnis mittlerer Sicherheitsstufe für Männer im amerikanischen Bundesstaat New York. Das Gefängnis befindet sich südlich der Kleinstadt Attica im namensgebenden County Wyoming.
Das Gefängnis wurde 1985 eröffnet. Die Kapazität beträgt 1712 Insassen, aufgenommen werden Männer ab 18 Jahren. Es bietet Weiterbildung der Häftlinge und Anti-Aggressions-Training an. Die Gefangenen werden beim Alkohol- und Drogenentzug unterstützt.
Direkt benachbart liegt die Attica Correctional Facility, ein Gefängnis der höchsten Sicherheitsstufe. Die beiden Gefängnisse sind die größten Arbeitgeber der Town.